# Стоун Риџ (Њујорк)
Стоун Риџ (енгл. Stone Ridge) насељено је место без административног статуса у америчкој савезној држави Њујорк.

## Демографија
По попису из 2010. године број становника је 1.173, што је 0 (0,0%) становника више него 2000. године.
| Група             | 2000.         | 2010.         |
| Белци             | 1.077 (91,8%) | 1.058 (90,2%) |
| Афроамериканци    | 20 (1,7%)     | 16 (1,4%)     |
| Азијати           | 22 (1,9%)     | 28 (2,4%)     |
| Хиспаноамериканци | 40 (3,4%)     | 34 (2,9%)     |
| Укупно            | 1.173         | 1.173         |